# Пустомержа (усадьба)
Усадьба Пустомержа или усадьба Веймарнов-Оболенских — старинная русская мыза, принадлежавшая таким дворянским родам как Веймарны и Оболенские. Расположена в Кингисеппском районе Ленинградской области, в деревне Большая Пустомержа.
Является выявленным памятником архитектуры.

## История
В 1747 году земельный участок на берегу реки Пустомержа был пожалован императрицей Елизаветой Петровной сыновьям обер-гофмейстера М. Д. Олсуфьева. В честь владельцев она получила название «мыза Алсуфьевка». При них здесь был построен деревянный господский дом, разбит регулярный парк и выкопаны пруды. В 1801 усадьбу купила Д. С. Веймарн. Она постоянно жила в имении и занималась хозяйством. Регулярный парк был расширен, его территория с помощью дорожек разбита на боскеты, в которых высажены плодовые сады. В центральной части парка устроена оранжерея. Усадебный дом располагался у западной границы усадьбы, но к XXI веку он не сохранился. Перед домом был вырыт пруд.
В 1871 владелицей поместья стала княгиня Л. А. Оболенская (урождённая Веймарн). Семье Оболенских имение принадлежало до 1917 года. В 1912 здесь гостил поэт Игорь Северянин.
В советское время усадьба была национализирована. Земли были отданы под колхозные нужды. На территории усадьбы расположились клуб и школа.

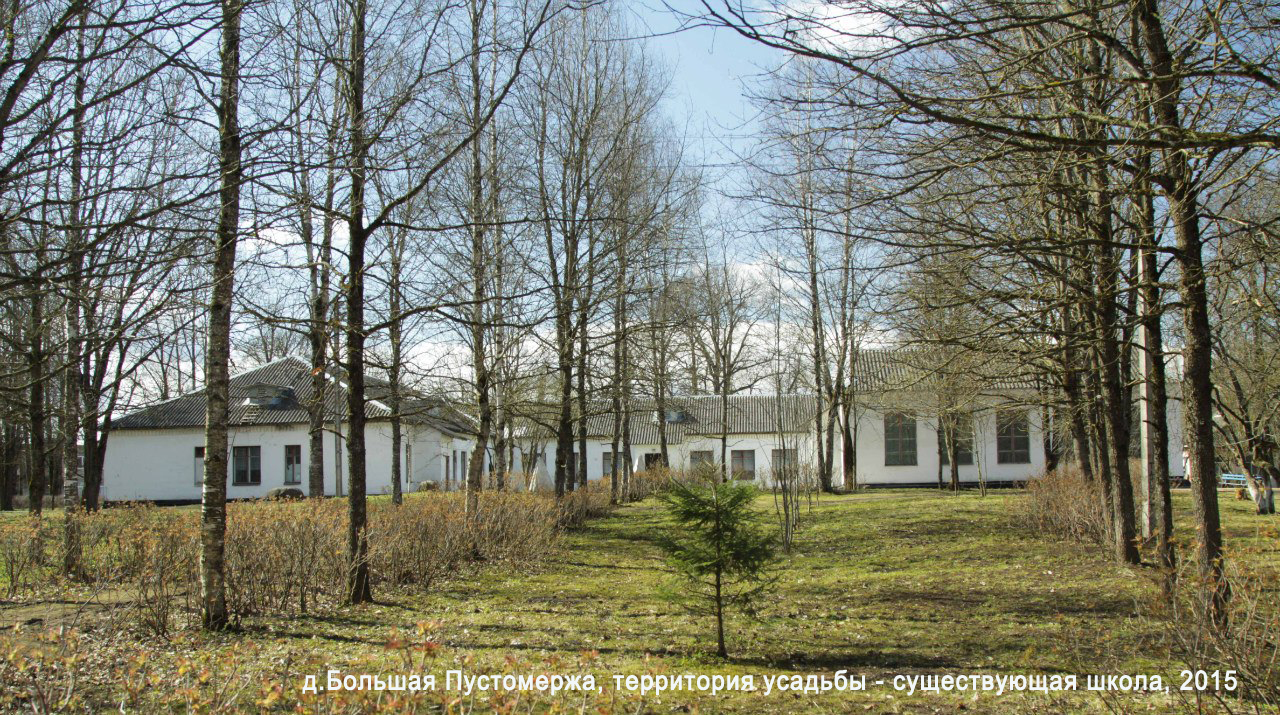
Школа в бывших хозяйственных постройках усадьбы
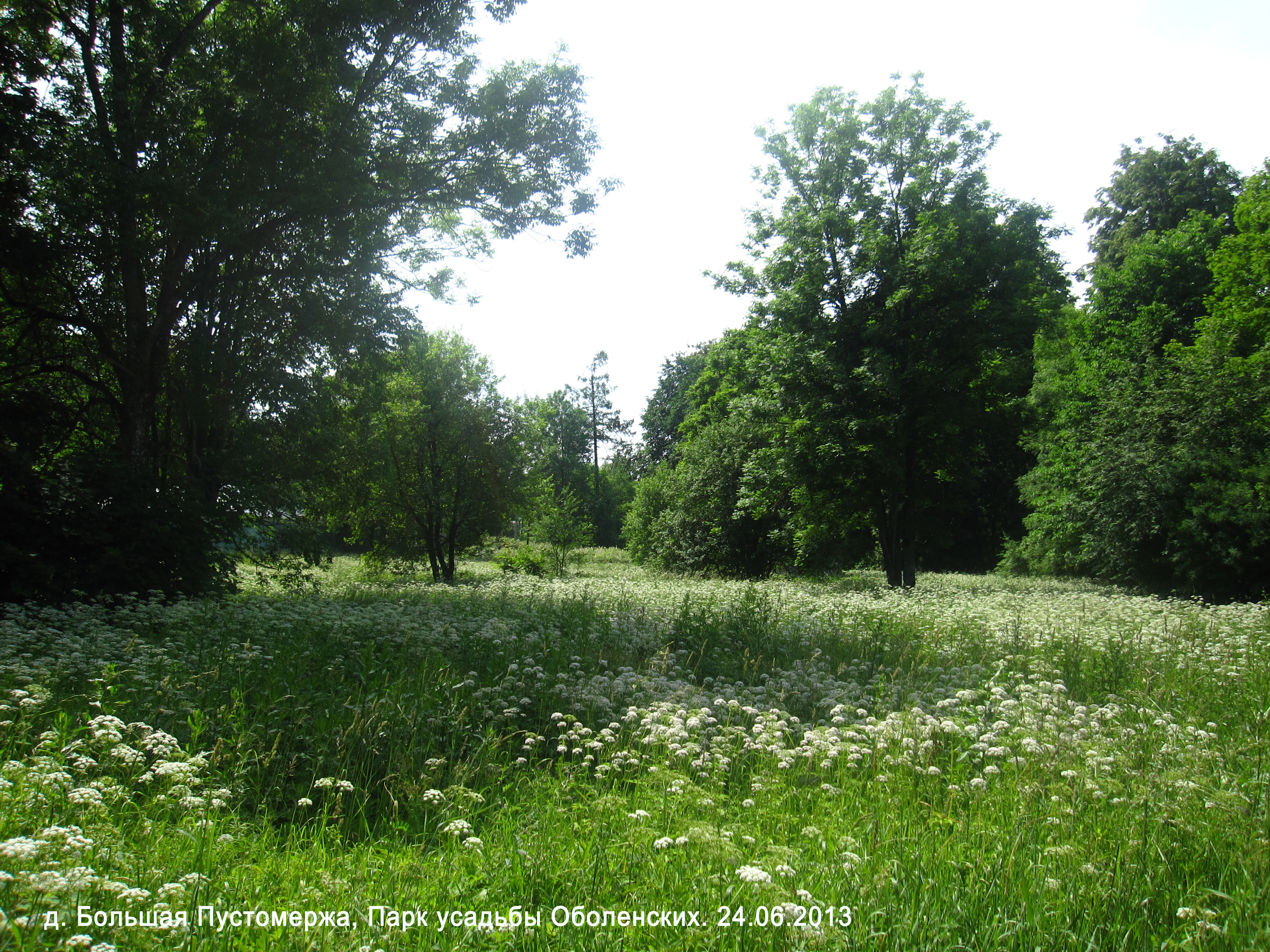
Парк бывшей усадьбы